# أسلوب خراساني (الشعر)
الأسلوب الخراساني (بالفارسية: سبک خراسانی) كانت حركة في الشعر الفارسي مرتبطة ببلاط الغزنويين، ومرتبطة بخراسان الكبرى (المقسمة الآن بين إيران وأفغانستان وطاجيكستان وأوزبكستان).

## التاريخ
تمت صياغة هذا المصطلح في أوائل القرن العشرين. يُعتقد تقليديًا أنه يميز الفترة الأولى من الشعر الفارسي الجديد، والتي امتدت من القرن التاسع الميلادي إلى النصف الثاني من القرن الثاني عشر. وتتميز بأسلوبها الشعري البسيط، وصورها الملموسة واستعاراتها، وبعض السمات اللغوية القديمة. على الرغم من إظهار استخدام محدود للكلمات العربية المستعارة، إلا أن الشعر بهذا الأسلوب كان متأثرًا بالشعر العربي، وخاصة فيما يتعلق بعروضه، وكان النوع السائد هو قصيدة المديح.
وقد تلت الفترة الخراسانية الفترة السبقية العراقية (أسلوب العراق)، مع استخدامها بشكل أكبر للكلمات العربية، والاستعارات والصور الأكثر تفصيلًا، والتوجه نحو الروحانية. ومع ذلك، فإن الانتقال بين الفترات لم يكن حادًا. شهد الأسلوب عودة إلى الشعبية مع ما يسمى بالنهضة الأدبية (بازغشت أدبي) في القرنين الثامن عشر والعشرين.

## الأسس
كانت الدراسة الأبرز لهذا الأسلوب من تأليف محمد جعفر محجوب في عام 1971. ومن أبرز ممثلي هذه الغنائية: عسجدي، والفرخي السيستاني ، والأنسوري ، والمنوشهري . كان أساتذة المديح مثل الرودكي معروفين بحبهم للطبيعة، وكانت أشعارهم مليئة بالأوصاف المثيرة.

## مثال
يقارن السيد غورابي بين المقاطع التالية لتوضيح الأسلوب الخراساني. الأول هو وصف القصر من القصيدة 31 للفاروخي السيستاني، التي كتبها في أوائل القرن الحادي عشر. وهي واضحة وملموسة في الوصف:

وكان هناك قصر ملكي في وسط الحديقة
كان الجزء العلوي من الحواجز يقع بين برجين
داخل القصر كانت هناك أروقة مزخرفة
كل فتحة باتجاه شرفة
كان أحدهما مزينًا بالديباج الصيني
والأخرى تحتوي على صور كما في أرتانج ماني
في هذا القصر توجد صور ملك الشرق
تم نحتها/رسمها في عدة أماكن:
في مكان واحد، هو يقاتل، وهو يحمل في يده رمحًا صغيرًا
وفي مكان آخر، كان يتناول طعامه، وهو يحمل في يده كأسًا من النبيذ.

الثاني من أواخر العصر السبخي الخراساني، بالقرب من العصر السبخي العراقي: وصف لقصر بناه أرسلان شاه الغزنوي ، ألفه عثمان مختاري في حدود سنة 1100. هذا الوصف أقل واقعية بكثير وأكثر روحانية في لهجته:

لقد أسست الكرة القديمة مركز إمبراطورية العالم
من خلال هذا المكان الذي يمارس من خلاله كوكب المشتري نفوذه السماوي.
فلما رأت الشمس حواجزها من السماء،
انحنى رأسه إلى الأرض، وعيناه إلى العتبة.
[وعندما] رأته عذارى الجنة من بساتينهن،
لقد اتخذوا هذا القصر ذهباً، والجنة منجماً.
اعتبروا الأرض تافهة بسبب بنيتها الصلبة؛
كان الهواء في هذا القصر جميلاً لدرجة أن الهواء (الخارجي) كان ثقيلاً.
استخدم المهندس المعماري عقله وروحه لتصميم هذا المبنى
بفضل ثبات عقله ولطف روحه.